# Диборан
Дибора́н — найпростіший бороводень складу B2H6, безбарвний газ із неприємним запахом.

## Фізичні властивості
Диборан — безбарвний газ із неприємним запахом, надзвичайно отруйний. Зріджується за температури −164,8 °C.

## Отримання
У промисловості диборан отримують відновленням галогенідів бору:
{\displaystyle \mathrm {(C_{2}H_{5})_{2}BF_{3}+3NaBH_{4}\rightarrow 2B_{2}H_{6}+3NaBF_{4}+4(C_{2}H_{5})_{2}O\!} }
Для лабораторних цілей використовуються дешевші реагенти:
{\displaystyle \mathrm {2NaBH_{4}+H_{2}SO_{4}\rightarrow B_{2}H_{6}+Na_{2}SO_{4}+2H_{2}\!} }

## Хімічні властивості
При контакті з повітрям диборан може самозайматися з великим виділенням тепла:
{\displaystyle \mathrm {B_{2}H_{6}+3O_{2}\rightarrow B_{2}O_{3}+3H_{2}O\!} }
Розчинення у воді дає продуктом борну кислоту:
{\displaystyle \mathrm {B_{2}H_{6}+6H_{2}O\rightarrow 2H_{3}BO_{3}+6H_{2}\!} }
Реакція з гідрогалогенідами даю заміщення атомів водню:
{\displaystyle \mathrm {B_{2}H_{6}+HCl\rightarrow B_{2}H_{5}Cl+H_{2}\!} }
{\displaystyle \mathrm {B_{2}H_{5}Cl+HCl\rightarrow B_{2}H_{4}Cl_{2}+H_{2}\!} }
Галогенпохідні диборану легко диспропорціонують, а також виявляють подібність до реакцій галогеналканів (реакція Вюрца)
{\displaystyle \mathrm {6B_{2}H_{5}Cl\rightarrow 5B_{2}H_{6}+BCl_{3}\!} }
{\displaystyle \mathrm {6B_{2}H_{5}I+2Na\rightarrow 5B_{4}H_{10}+2NaI\!} }
Галогени в невеликих кількостях діють на диборан подібно до галогеноводнів, а при їх надлишку відбувається повне заміщення:
{\displaystyle \mathrm {B_{2}H_{6}+6Cl_{2}\rightarrow 2BCl_{3}+6HCl\!} }